# Saint-Marceau (Sarthe)
Saint-Marceau é uma comuna francesa na região administrativa do País do Loire, no departamento de Sarthe. Estende-se por uma área de 8.91 km². Em 2010 a comuna tinha 567 habitantes (densidade: 63,6 hab./km²).